# Megascops hoyi
Megascops hoyi (лат.) — вид птиц рода Megascops семейства совиных. Подвидов не выделяют.

## Описанине
Длина тела от 23 до 24 см, масса от 110 до 145 г. Лицевой диск серо-коричневый с более тёмными краями. Глаза ярко-жёлтые, надбровье белого цвета. Выделяют три цветовые морфы. Кроме серой морфы есть бурая и красная. В пределах своего ареала этот вид в горных лесах можно спутать с несколькими другими видами сов. Южноамериканская совка значительно меньше. Она также обитает на несколько более низких высотах. 

## Распространение и места обитания
Ареал — восточные склоны Анд от Кочабамбы в Боливии до Сальты, Жужуя и Тукумана в Аргентине. Также он может встречаться в провинции Катамарка в Аргентине. Средой обитания представителей данного вида являются горные леса на высоте от 1000 до 2800 метров над уровнем моря. Пока неясно, является ли горно-лесная совка оседлой или перелетной птицей. 

## Биология
Megascops hoyi ночной вид. Рацион состоит из насекомых и пауков. Сезон размножения обычно начинается в августе и сентябре. В качестве мест гнездования обычно используются дупла деревьев. Размер кладки и сезон размножения ещё недостаточно изучены. Однако, предположительно кладка состоит из двух-трех яиц, которые насиживает одна самка.